# イスマエル・ロント
イスマエル・ロント（Ismael Londt、1985年7月12日 - ）は、スリナムとオランダのキックボクサー。 彼はONEチャンピオンシップに署名している。彼は元SUPERKOMBATヘビー級チャンピオンであり、SUPERKOMBATグランプリヘビー級トーナメントで2度優勝し、K-1 WORLD GP 2012で準優勝した。2015年のAkhmat Fight Showでは、バダ・ハリと対戦し、負けはしたもののダウンを奪うなどし好勝負を繰り広げた。